# Fabien Lemoine
Fabien Lemoine (Fougères, 16 marzo 1987) è un ex calciatore francese, di ruolo centrocampista.

## Palmarès

### Club

#### Competizioni nazionali
- Coppa di Lega francese: 1

Saint-Étienne: 2012-2013
- Campionato francese di seconda divisione: 1

Lorient: 2019-2020